# Dielocroce baudii
Dielocroce baudii is een insect uit de familie van de Nemopteridae, die tot de orde netvleugeligen (Neuroptera) behoort. 
Dielocroce baudii is voor het eerst wetenschappelijk beschreven door Griffini in 1895.